# ادریسا سیلا
ادریسا سیلا (انگلیسی: Idrissa Sylla؛ زادهٔ ۳ دسامبر ۱۹۹۰) بازیکن فوتبال اهل گینه است.
از باشگاه‌هایی که در آن بازی کرده است می‌توان به باشگاه فوتبال لو مان، باشگاه فوتبال اندرلشت، باشگاه فوتبال زولته وارخم، باشگاه فوتبال اوستنده، و باشگاه فوتبال باستیا اشاره کرد.
وی همچنین در تیم ملی فوتبال گینه بازی کرده است.